# III liga polska w piłce siatkowej mężczyzn (2024/2025)
III liga polska w piłce siatkowej mężczyzn 2024/2025 – rozgrywki czwartej w hierarchii - po PLS (PlusLidze i PLS 1. Lidze) i II lidze - klasy męskich ligowych rozgrywek siatkarskich w Polsce. Rywalizacja w niej toczy się systemem ligowym - o awans do II ligi, a za jej prowadzenie odpowiadają Wojewódzkie Związki Piłki Siatkowej. W niektórych województwach gra się rundy play-off. Najlepsze dwie drużyny każdego z województw mają prawo wystąpić w turniejach o awans do II ligi organizowanych przez Polski Związek Piłki Siatkowej - półfinałowych i finałowych. W każdym turnieju niezależnie od etapu udział biorą cztery drużyny, w półfinałowych dwie najlepsze z każdego z turniejów awansują dalej, w turniejach finałowych również dwie najlepsze drużyny każdego z nich awansują finalnie do II ligi. W niektórych województwach najsłabsze drużyny są relegowane do IV ligi (bezpośrednio bądź po barażu), jeśli w danym województwie ona funkcjonuje.

## Rozgrywki wojewódzkie

### Dolnośląski ZPS

#### Runda zasadnicza
| Lp. | Zespół                                                            | Mecze | Pkt | Zw. | Sety + | Sety - | pkt + | pkt - |
| --- | ----------------------------------------------------------------- | ----- | --- | --- | ------ | ------ | ----- | ----- |
| 1   | SPS Modeko Brzeg Dolny                                            | 16    | 42  | 14  | 46     | 12     | 1398  | 1130  |
| 2   | SPS Mountpark Kąty Wrocławskie                                    | 16    | 36  | 12  | 40     | 20     | 1361  | 1273  |
| 3   | Uczniowski Klub Sportowy TYGRYSY Strzelin                         | 16    | 34  | 10  | 41     | 22     | 1452  | 1313  |
| 4   | MUKS ZIEMIA MILICKA                                               | 16    | 28  | 10  | 33     | 25     | 1306  | 1250  |
| 5   | SKSM Adrenalina Sobótka                                           | 16    | 25  | 9   | 33     | 31     | 1403  | 1404  |
| 6   | Bolesławieckie Towarzystwo Siatkarskie Elektros Bolesławiec       | 16    | 19  | 7   | 28     | 35     | 1367  | 1375  |
| 7   | ProduktyMedyczne.pl Akademia Siatkówki Oleśnica                   | 16    | 16  | 4   | 21     | 37     | 1181  | 1318  |
| 8   | Stowarzyszenie Kultury Fizycznej i Sportu KUDOWIANKA Kudowa Zdrój | 16    | 15  | 6   | 23     | 39     | 1303  | 1395  |
| 9   | KPS FARAON Ziębice                                                | 16    | 1   | 0   | 4      | 48     | 971   | 1284  |

#### Runda play-off

##### O miejsca 1-4
| Lp. | Zespół                 | Mecze | Pkt | Zw. | Sety + | Sety - | pkt + | pkt - |
| --- | ---------------------- | ----- | --- | --- | ------ | ------ | ----- | ----- |
| 1   | SPS Modeko Brzeg Dolny | 2     | 4   | 2   | 6      | 1      | 173   | 137   |
| 2   | MUKS ZIEMIA MILICKA    | 2     | 2   | 0   | 1      | 6      | 137   | 173   |

| Lp. | Zespół                                    | Mecze | Pkt | Zw. | Sety + | Sety - | pkt + | pkt - |
| --- | ----------------------------------------- | ----- | --- | --- | ------ | ------ | ----- | ----- |
| 1   | SPS Mountpark Kąty Wrocławskie            | 2     | 4   | 2   | 6      | 3      | 197   | 184   |
| 2   | Uczniowski Klub Sportowy TYGRYSY Strzelin | 2     | 2   | 0   | 3      | 6      | 184   | 197   |

##### O 3. miejsce
| Lp. | Zespół                                    | Mecze | Pkt | Zw. | Sety + | Sety - | pkt + | pkt - |
| --- | ----------------------------------------- | ----- | --- | --- | ------ | ------ | ----- | ----- |
| 1   | Uczniowski Klub Sportowy TYGRYSY Strzelin | 2     | 4   | 2   | 6      | 0      | 150   | 67    |
| 2   | MUKS ZIEMIA MILICKA                       | 2     | 2   | 0   | 0      | 6      | 67    | 150   |

##### O 1. miejsce
| Lp. | Zespół                         | Mecze | Pkt | Zw. | Sety + | Sety - | pkt + | pkt - |
| --- | ------------------------------ | ----- | --- | --- | ------ | ------ | ----- | ----- |
| 1   | SPS Modeko Brzeg Dolny         | 2     | 4   | 2   | 6      | 3      | 203   | 181   |
| 2   | SPS Mountpark Kąty Wrocławskie | 2     | 2   | 0   | 3      | 6      | 181   | 203   |

     zespół zgłoszony do turniejów półfinałowych

##### Baraż o utrzymanie (z drużyną z IV ligi)
| Lp. | Zespół                                                            | Mecze | Pkt | Zw. | Sety + | Sety - | pkt + | pkt - |
| --- | ----------------------------------------------------------------- | ----- | --- | --- | ------ | ------ | ----- | ----- |
| 1   | Stowarzyszenie Kultury Fizycznej i Sportu KUDOWIANKA Kudowa Zdrój | 2     | 4   | 2   | 6      | 1      | 170   | 142   |
| 2   | VolleyBulls Czernica                                              | 2     | 2   | 0   | 1      | 6      | 142   | 170   |

### Kujawsko-Pomorski / Pomorski ZPS (rozgrywki wspólne)
| Lp. | Zespół                     | Mecze | Pkt | Zw. | Sety + | Sety - | pkt + | pkt - |
| --- | -------------------------- | ----- | --- | --- | ------ | ------ | ----- | ----- |
| 1   | Austenit Stale Nierdzewny  | 16    | 39  | 13  | 44     | 17     | 1419  | 1257  |
| 2   | PTPS-ZSS Człuchów          | 16    | 37  | 13  | 43     | 20     | 1439  | 1290  |
| 3   | UKS Jedynka Reda           | 16    | 34  | 11  | 41     | 24     | 1478  | 1369  |
| 4   | GKS Żukowo                 | 16    | 31  | 11  | 37     | 25     | 1398  | 1325  |
| 5   | Trefl Gdańsk S.A. III      | 16    | 19  | 6   | 31     | 38     | 1464  | 1522  |
| 6   | BKS Chemik Bydgoszcz       | 16    | 19  | 6   | 27     | 34     | 1368  | 1357  |
| 7   | LZS Dragacz                | 16    | 17  | 6   | 24     | 38     | 1344  | 1396  |
| 8   | GKS Stoczniowiec Gdańsk II | 16    | 11  | 3   | 16     | 42     | 1057  | 1338  |
| 9   | AZS UMK Toruń              | 16    | 9   | 3   | 16     | 41     | 1189  | 1302  |

     zespół zgłoszony do turniejów półfinałowych

### Lubelski ZPS
| Miejsce | Zespół                                | Mecze | Punkty | W. | P. | Sety  | Małe punkty |
| ------- | ------------------------------------- | ----- | ------ | -- | -- | ----- | ----------- |
| 1       | KS Freeball Wólka                     | 14    | 37     | 13 | 1  | 40:9  | 1,156:924   |
| 2       | AKS Karol KUL                         | 14    | 31     | 11 | 3  | 35:17 | 1,215:985   |
| 3       | MKS sellBest Kraśnik                  | 14    | 31     | 10 | 4  | 33:13 | 1,080:935   |
| 4       | Nałęczowianka Volley Team             | 14    | 28     | 10 | 4  | 32:20 | 1,161:1057  |
| 5       | Lotnicza Akademia Wojskowa w Dęblinie | 14    | 20     | 6  | 8  | 25:28 | 1,159:1137  |
| 6       | RKS Radzyń Podlaski                   | 14    | 10     | 3  | 11 | 16:36 | 1,031:1187  |
| 7       | Volleyball Bogdanka                   | 14    | 7      | 2  | 12 | 12:38 | 954:1214    |
| 8       | MKS Avia II Świdnik                   | 14    | 4      | 1  | 13 | 9:41  | 863:1180    |

     zespół zgłoszony do turniejów półfinałowych

### Lubuski ZPS

#### Runda zasadnicza
|     |                                               |      | Mecze   | Mecze | Mecze   | Sety  | Sety    | Punkty | Punkty  | Stosunek | Stosunek |
| Lp. | Zespół                                        | Pkt. | Rozegr. | Wygr. | Przegr. | Wygr. | Przegr. | Wygr.  | Przegr. | Sety     | Pkt.     |
| --- | --------------------------------------------- | ---- | ------- | ----- | ------- | ----- | ------- | ------ | ------- | -------- | -------- |
| 1   | LBS Bank Janas Logistics KS Orzeł Międzyrzecz | 39   | 14      | 13    | 1       | 40    | 4       | 1088   | 763     | 10.0000  | 1.4260   |
| 2   | STS AS Słubice                                | 39   | 14      | 13    | 1       | 39    | 6       | 1103   | 815     | 6.5000   | 1.3534   |
| 3   | SKS Tęcza Krosno Odrzańskie                   | 29   | 14      | 10    | 4       | 32    | 18      | 1114   | 1062    | 1.7778   | 1.0490   |
| 4   | UKS ŻAK Krzeszyce                             | 21   | 14      | 7     | 7       | 27    | 27      | 1165   | 1207    | 1.0000   | 0.9652   |
| 5   | AZS Uniwersytetu Zielonogórskiego             | 17   | 14      | 6     | 8       | 22    | 30      | 1099   | 1140    | 0.7333   | 0.9640   |
| 6   | UKS ZSMS Trzyna-stka Zielona Góra             | 14   | 14      | 4     | 10      | 20    | 32      | 1059   | 1152    | 0.6250   | 0.9193   |
| 7   | SKS Dziki Kowalów                             | 9    | 14      | 3     | 11      | 14    | 35      | 978    | 1131    | 0.4000   | 0.8647   |
| 8   | MLKS Volley Gubin                             | 0    | 14      | 0     | 14      | 0     | 42      | 714    | 1050    | 0.0000   | 0.6800   |

     zespół zgłoszony do turniejów półfinałowych

#### Runda play-off

##### O miejsca 1-4
| Drużyna 1                                     | Wynik dwumeczu | Drużyna 1         |
| --------------------------------------------- | -------------- | ----------------- |
| LBS Bank Janas Logistics KS Orzeł Międzyrzecz | 2-0            | UKS ŻAK Krzeszyce |

| Drużyna 1      | Wynik dwumeczu | Drużyna 1                   |
| -------------- | -------------- | --------------------------- |
| STS AS Słubice | 2-0            | SKS Tęcza Krosno Odrzańskie |

##### O miejsce 3.
| Drużyna 1         | Wynik meczu | Drużyna 1                   |
| ----------------- | ----------- | --------------------------- |
| UKS ŻAK Krzeszyce | 3:2         | SKS Tęcza Krosno Odrzańskie |

##### O miejsce 1.
| Drużyna 1                                     | Wynik meczu | Drużyna 1      |
| --------------------------------------------- | ----------- | -------------- |
| LBS Bank Janas Logistics KS Orzeł Międzyrzecz | 1:3         | STS AS Słubice |

### Łódzki ZPS

#### Runda zasadnicza
| Lp. | Zespół                                | Mecze | Pkt | Sety + | Sety - | pkt + | pkt - |
| --- | ------------------------------------- | ----- | --- | ------ | ------ | ----- | ----- |
| 1   | METPRIM Volley Radomsko               | 16    | 48  | 48     | 4      | 1310  | 953   |
| 2   | Boat.Systems Resursa Łódź             | 16    | 35  | 41     | 24     | 1479  | 1335  |
| 3   | LKS Czarni Rząśnia                    | 16    | 32  | 37     | 21     | 1326  | 1258  |
| 4   | SMS PZPS Spała III                    | 16    | 29  | 35     | 24     | 1355  | 1265  |
| 5   | PGE GiEK Skra Bełchatów II            | 16    | 24  | 31     | 28     | 1313  | 1288  |
| 6   | MKS BZURA Ozorków                     | 16    | 22  | 31     | 32     | 1374  | 1399  |
| 7   | KS WIFAMA Łódź                        | 16    | 18  | 25     | 39     | 1325  | 1419  |
| 8   | UKS Skierniewicki Węgiel Skierniewice | 16    | 5   | 8      | 45     | 994   | 1277  |
| 9   | MKS Volley Żelazny Opoczno            | 16    | 3   | 6      | 45     | 966   | 1248  |

#### Runda finałowa (o miejsca 1-4)
| Lp. | Zespół                     | Mecze | Pkt | Sety + | Sety - | pkt + | pkt - |
| --- | -------------------------- | ----- | --- | ------ | ------ | ----- | ----- |
| 1   | METPRIM Volley Radomsko    | 3     | 6   | 9      | 2      | 254   | 221   |
| 2   | Boat.Systems Resursa Łódź  | 3     | 5   | 8      | 4      | 279   | 245   |
| 3   | LKS Czarni Rząśnia         | 3     | 4   | 3      | 7      | 213   | 238   |
| 4   | PGE GiEK Skra Bełchatów II | 3     | 3   | 2      | 9      | 230   | 272   |

     zespół zgłoszony do turniejów półfinałowych

### Małopolski ZPS
| Lp. | Zespół                | Mecze | Pkt | Sety + | Sety - | pkt + | pkt - |
| --- | --------------------- | ----- | --- | ------ | ------ | ----- | ----- |
| 1   | KS Volley Podegrodzie | 14    | 32  | 36     | 17     | 1237  | 1113  |
| 2   | KS DALIN MYŚLENICE    | 14    | 29  | 34     | 21     | 1263  | 1150  |
| 3   | KS Hutnik Kraków      | 14    | 28  | 33     | 21     | 1222  | 1173  |
| 4   | GKPS Gorlice          | 14    | 25  | 32     | 22     | 1198  | 1179  |
| 5   | MKS SKAWA Wadowice    | 14    | 22  | 30     | 25     | 1238  | 1169  |
| 6   | MKS RYGLICE           | 14    | 17  | 22     | 31     | 1165  | 1195  |
| 7   | GSKS Laskowa          | 14    | 15  | 19     | 30     | 1070  | 1103  |
| 8   | MUKS ISKIERKA TARNÓW  | 14    | 0   | 3      | 42     | 813   | 1124  |

     zespół zgłoszony do turniejów półfinałowych

### Mazowiecko-Warszawski ZPS

#### Runda zasadnicza
| Lp. | Zespół                         | Mecze | Pkt | Zw. | Sety + | Sety - | pkt + | pkt - |
| --- | ------------------------------ | ----- | --- | --- | ------ | ------ | ----- | ----- |
| 1   | NTT Huragan Stare Babice       | 18    | 51  | 18  | 54     | 10     | 1563  | 1283  |
| 2   | UKS Orlęta Raszyn              | 18    | 43  | 14  | 47     | 19     | 1540  | 1350  |
| 3   | SKS Iskra Warszawa             | 18    | 39  | 13  | 45     | 22     | 1561  | 1421  |
| 4   | SPS Jedlińsk                   | 18    | 32  | 10  | 36     | 29     | 1487  | 1426  |
| 5   | SPS Volley Ostrołęka           | 18    | 28  | 9   | 35     | 33     | 1523  | 1475  |
| 6   | KS Huragan Wołomin             | 18    | 25  | 8   | 33     | 36     | 1516  | 1536  |
| 7   | Peter Star RAS6 Szydłowiec     | 18    | 22  | 8   | 30     | 37     | 1420  | 1498  |
| 8   | KS Halinów                     | 18    | 11  | 4   | 20     | 49     | 1405  | 1574  |
| 9   | MKS MDK Warszawa               | 18    | 10  | 4   | 17     | 48     | 1310  | 1562  |
| 10  | UKS Olimpijczyk 2008 Mszczonów | 18    | 9   | 2   | 16     | 50     | 1368  | 1568  |

     zespół zgłoszony do turniejów półfinałowych

#### Baraże o utrzymanie (z drużynami z IV ligi)
| Drużyna 1               | Wynik | Drużyna 1  |
| ----------------------- | ----- | ---------- |
| KS Ożarowianka MOS Wola | 0-2   | KS Halinów |

| Drużyna 1               | Wynik | Drużyna 1                  |
| ----------------------- | ----- | -------------------------- |
| SPS Konstancin Jeziorna | 0-2   | Peter Star RAS6 Szydłowiec |

### Opolski ZPS
| Miejsce | Zespół                      | Mecze | Pkt | Zw. | Sety + | Sety - | pkt + | pkt - |
| ------- | --------------------------- | ----- | --- | --- | ------ | ------ | ----- | ----- |
| 1       | NKS Start Namysłów          | 4     | 11  | 4   | 12     | 3      | 353   | 299   |
| 2       | SPS Walce                   | 4     | 7   | 2   | 8      | 6      | 304   | 282   |
| 3       | ZAKSA II Kędzierzyn - Koźle | 4     | 0   | 0   | 1      | 12     | 249   | 325   |
| 4       | AS Kronospan Strzelce Op.   | 0     | 0   | 0   | 0      | 0      | 0     | 0     |

     zespół zgłoszony do turniejów półfinałowych

### Podkarpacki ZPS

#### Runda zasadnicza
| Lp. | Zespół                                     | Mecze | Pkt | Sety + | Sety - | pkt + | pkt - |
| --- | ------------------------------------------ | ----- | --- | ------ | ------ | ----- | ----- |
| 1   | SST Lubcza Racławówka                      | 18    | 45  | 50     | 19     | 1623  | 1374  |
| 2   | ProSport Marmax Czudec                     | 18    | 43  | 48     | 16     | 1495  | 1308  |
| 3   | KLIMA Błażowa                              | 18    | 33  | 39     | 25     | 1459  | 1362  |
| 4   | AKS V LO Rzeszów                           | 18    | 32  | 37     | 27     | 1458  | 1372  |
| 5   | TKF Anilana Rakszawa                       | 18    | 31  | 42     | 33     | 1673  | 1613  |
| 6   | MKS GAMRAT-MOSiR Jasło                     | 18    | 28  | 35     | 32     | 1454  | 1466  |
| 7   | Renga SST Sportur Gmina Łańcut             | 18    | 24  | 29     | 40     | 1474  | 1585  |
| 8   | LKS Głogovia Głogów Młp.                   | 18    | 19  | 29     | 44     | 1587  | 1667  |
| 9   | TKS Żagiel Gmina Radymno                   | 18    | 8   | 13     | 49     | 1244  | 1475  |
| 10  | MAJ-BUD AlterEco Bystrzaki Gmina Iwierzyce | 18    | 7   | 14     | 51     | 1298  | 1543  |

#### Runda finałowa (o miejsca 1-4)
| Lp. | Zespół                 | Mecze | Pkt | Sety + | Sety - | pkt + | pkt - |
| --- | ---------------------- | ----- | --- | ------ | ------ | ----- | ----- |
| 1   | ProSport Marmax Czudec | 3     | 8   | 9      | 2      | 267   | 227   |
| 2   | SST Lubcza Racławówka  | 3     | 8   | 6      | 6      | 266   | 260   |
| 3   | TKF Anilana Rakszawa   | 3     | 4   | 5      | 6      | 241   | 261   |
| 4   | KLIMA Błażowa          | 3     | 4   | 3      | 9      | 260   | 286   |

     zespół zgłoszony do turniejów półfinałowych

### Podlaski ZPS
| L.p | Zespół               | Punkty | Sety | St.setów | Małe pkt. | St.m.pkt | Mecze |
| --- | -------------------- | ------ | ---- | -------- | --------- | -------- | ----- |
| 1   | BAS Białystok II     | 12     | 12:2 | 6.000    | 352:267   | 1.318    | 4     |
| 2   | UKS Centrum Augustów | 6      | 8:8  | 1.000    | 355:383   | 0.927    | 4     |
| 3   | KS Śniadowo          | 0      | 2:12 | 0.167    | 296:353   | 0.839    | 4     |

     zespół zgłoszony do turniejów półfinałowych

### Śląski ZPS

#### Runda zasadnicza
| Miejsce | Zespół                                  | Mecze | Pkt | Zw. | Sety + | Sety - | pkt + | pkt - |
| ------- | --------------------------------------- | ----- | --- | --- | ------ | ------ | ----- | ----- |
| 1       | Volley Dąbrowa Górnicza                 | 18    | 40  | 13  | 45     | 22     | 1561  | 1349  |
| 2       | SK Górnik Radlin                        | 18    | 38  | 13  | 44     | 27     | 1596  | 1504  |
| 3       | KS VOLLEY Miasteczko Śląskie            | 18    | 37  | 13  | 44     | 25     | 1584  | 1492  |
| 4       | Klub Siatkarski Racibórz                | 18    | 36  | 11  | 44     | 30     | 1673  | 1504  |
| 5       | Norwid Częstochowa II                   | 18    | 35  | 12  | 41     | 24     | 1435  | 1347  |
| 6       | LKS Olimpia Włodowice                   | 18    | 32  | 11  | 38     | 28     | 1517  | 1467  |
| 7       | Akademia Talentów Jastrzębski Węgiel II | 18    | 25  | 9   | 31     | 34     | 1402  | 1458  |
| 8       | BBTS Włókniarz Bielsko-Biała            | 18    | 14  | 4   | 23     | 45     | 1447  | 1582  |
| 9       | MKS Będzin II                           | 18    | 7   | 2   | 14     | 50     | 1333  | 1523  |
| 10      | Eco-Team AZS Stoelzle Częstochowa II    | 18    | 6   | 2   | 12     | 51     | 1208  | 1530  |

#### Runda play-off

##### O miejsca 1-4
| Miejsce | Zespół                   | Mecze | Pkt | Zw. | Sety + | Sety - | pkt + | pkt - |
| ------- | ------------------------ | ----- | --- | --- | ------ | ------ | ----- | ----- |
| 1       | Volley Dąbrowa Górnicza  | 2     | 6   | 2   | 6      | 2      | 198   | 161   |
| 2       | Klub Siatkarski Racibórz | 2     | 0   | 0   | 2      | 6      | 161   | 198   |

| Miejsce | Zespół                       | Mecze | Pkt | Zw. | Sety + | Sety - | pkt + | pkt - |
| ------- | ---------------------------- | ----- | --- | --- | ------ | ------ | ----- | ----- |
| 1       | SK Górnik Radlin             | 2     | 5   | 2   | 6      | 2      | 176   | 174   |
| 2       | KS VOLLEY Miasteczko Śląskie | 2     | 1   | 0   | 2      | 6      | 174   | 176   |

##### O 3. miejsce
| Miejsce | Zespół                       | Mecze | Pkt | Zw. | Sety + | Sety - | pkt + | pkt - |
| ------- | ---------------------------- | ----- | --- | --- | ------ | ------ | ----- | ----- |
| 1       | Klub Siatkarski Racibórz     | 1     | 3   | 1   | 3      | 1      | 99    | 87    |
| 2       | KS VOLLEY Miasteczko Śląskie | 1     | 0   | 0   | 1      | 3      | 87    | 99    |

##### O 1. miejsce
| Miejsce | Zespół                  | Mecze | Pkt | Zw. | Sety + | Sety - | pkt + | pkt - |
| ------- | ----------------------- | ----- | --- | --- | ------ | ------ | ----- | ----- |
| 1       | Volley Dąbrowa Górnicza | 1     | 3   | 1   | 3      | 1      | 97    | 78    |
| 2       | SK Górnik Radlin        | 1     | 0   | 0   | 1      | 3      | 78    | 97    |

     zespół zgłoszony do turniejów półfinałowych

### Świętokrzyski ZPS

#### Runda zasadnicza
| Lp. | Zespół                      | Mecze | Pkt | Zw. | Sety + | Sety - | pkt + | pkt - |
| --- | --------------------------- | ----- | --- | --- | ------ | ------ | ----- | ----- |
| 1   | Hetman Włoszczowa           | 14    | 37  | 12  | 38     | 11     | 1195  | 952   |
| 2   | Procarte Sport CK Kielce    | 14    | 34  | 11  | 36     | 14     | 1182  | 1025  |
| 3   | LERKO Galeria Ciepła Kielce | 14    | 32  | 11  | 37     | 15     | 1204  | 1041  |
| 4   | MKS Czarni Połaniec         | 14    | 25  | 8   | 28     | 22     | 1129  | 1095  |
| 5   | Aluron CMC Wybicki Kielce   | 14    | 18  | 7   | 26     | 29     | 1180  | 1194  |
| 6   | Fair Play Końskie           | 14    | 12  | 4   | 17     | 31     | 997   | 1123  |
| 7   | MSS Masłów                  | 14    | 6   | 2   | 10     | 38     | 937   | 1161  |
| 8   | SMS Absolwenci Starachowice | 14    | 4   | 1   | 8      | 40     | 917   | 1150  |

     zespół zgłoszony do turniejów półfinałowych

##### Runda play-off

###### O miejsca 5-8
| Drużyna 1                 | Wynik | Drużyna 1                   |
| ------------------------- | ----- | --------------------------- |
| Aluron CMC Wybicki Kielce | 2-0   | SMS Absolwenci Starachowice |

| Drużyna 1         | Wynik | Drużyna 1  |
| ----------------- | ----- | ---------- |
| Fair Play Końskie | 2-0   | MSS Masłów |

###### O miejsca 1-4
| Drużyna 1         | Wynik | Drużyna 1           |
| ----------------- | ----- | ------------------- |
| Hetman Włoszczowa | 2-0   | MKS Czarni Połaniec |

| Drużyna 1                | Wynik | Drużyna 1                   |
| ------------------------ | ----- | --------------------------- |
| Procarte Sport CK Kielce | 0-2   | LERKO Galeria Ciepła Kielce |

###### O miejsce 7
| Drużyna 1  | Wynik | Drużyna 1                   |
| ---------- | ----- | --------------------------- |
| MSS Masłów | 1-2   | SMS Absolwenci Starachowice |

###### O miejsce 5
| Drużyna 1         | Wynik    | Drużyna 1                 |
| ----------------- | -------- | ------------------------- |
| Fair Play Końskie | 0:3, 2:3 | Aluron CMC Wybicki Kielce |

###### O miejsce 3
| Drużyna 1           | Wynik | Drużyna 1                |
| ------------------- | ----- | ------------------------ |
| MKS Czarni Połaniec | 2-1   | Procarte Sport CK Kielce |

###### O miejsce 1
| Drużyna 1                   | Wynik | Drużyna 1         |
| --------------------------- | ----- | ----------------- |
| LERKO Galeria Ciepła Kielce | 0-2   | Hetman Włoszczowa |

###### Baraż o utrzymanie (z druźyną z IV ligi)
| Drużyna 1                | Wynik                      | Drużyna 1                   |
| ------------------------ | -------------------------- | --------------------------- |
| MDinwest GKS GÓRAL Górno | 3:2, 2:3 (złoty set 16:14) | SMS Absolwenci Starachowice |

### Warmińsko-Mazurski ZPS
| Lp. | Zespół                        | Mecze | Pkt | Zw. | Sety + | Sety - | pkt + | pkt - |
| --- | ----------------------------- | ----- | --- | --- | ------ | ------ | ----- | ----- |
| 1   | GKS CRESOVIA Górowo Iławeckie | 12    | 28  | 10  | 34     | 15     | 1151  | 928   |
| 2   | KPS Gietrzwałd                | 12    | 24  | 7   | 30     | 19     | 1097  | 1018  |
| 3   | SMS Działdowo                 | 12    | 22  | 8   | 25     | 19     | 936   | 942   |
| 4   | Energa AZS UWM Olsztyn II     | 12    | 22  | 7   | 29     | 21     | 1105  | 993   |
| 5   | Energa AZS UWM Olsztyn III    | 12    | 15  | 6   | 22     | 29     | 992   | 1103  |
| 6   | KS Panorama Kozłowo           | 12    | 11  | 3   | 14     | 27     | 834   | 945   |
| 7   | Biskupiec Volley              | 12    | 4   | 1   | 9      | 33     | 832   | 1018  |

     zespół zgłoszony do turniejów półfinałowych

### Wielkopolski ZPS

#### Runda zasadnicza
| Lp. | Zespół                    | Mecze | Pkt | Zw. | Sety + | Sety - | pkt + | pkt - |
| --- | ------------------------- | ----- | --- | --- | ------ | ------ | ----- | ----- |
| 1   | Volley kost-pol.pl Wieleń | 10    | 25  | 9   | 27     | 11     | 906   | 812   |
| 2   | KKS Astra Krotoszyn       | 10    | 25  | 8   | 26     | 8      | 796   | 693   |
| 3   | ENEA Energetyk Poznań II  | 10    | 23  | 8   | 26     | 11     | 822   | 750   |
| 4   | TS Liskowiak Lisków       | 10    | 22  | 7   | 26     | 11     | 836   | 713   |
| 5   | UKS SMS Joker Piła II     | 10    | 18  | 6   | 24     | 18     | 955   | 896   |
| 6   | KS Volley Żerków          | 10    | 15  | 5   | 18     | 20     | 861   | 866   |
| 7   | UKS SMS Joker Piła        | 10    | 13  | 4   | 18     | 21     | 864   | 890   |
| 8   | GKS Zamek Gołańcz         | 10    | 11  | 4   | 14     | 22     | 770   | 827   |
| 9   | ENEA Energetyk Poznań III | 10    | 6   | 2   | 11     | 26     | 771   | 862   |
| 10  | IUKS Jedynka Poznań       | 10    | 5   | 2   | 7      | 27     | 709   | 833   |
| 11  | MUKS Czarni Kępno         | 10    | 2   | 0   | 8      | 30     | 766   | 914   |

#### Runda play-off

##### 1 runda

###### O miejsca 1-8
| Lp. | Zespół                    | Mecze | Pkt | Zw. | Sety + | Sety - | pkt + | pkt - |
| --- | ------------------------- | ----- | --- | --- | ------ | ------ | ----- | ----- |
| 1   | TS Liskowiak Lisków       | 2     | 6   | 2   | 6      | 0      | 152   | 112   |
| 2   | Volley kost-pol.pl Wieleń | 2     | 6   | 2   | 6      | 1      | 171   | 138   |
| 3   | ENEA Energetyk Poznań II  | 2     | 6   | 2   | 6      | 2      | 204   | 181   |
| 4   | KKS Astra Krotoszyn       | 1     | 3   | 1   | 3      | 0      | 75    | 53    |
| 5   | KS Volley Żerków          | 2     | 0   | 0   | 2      | 6      | 181   | 204   |
| 6   | GKS Zamek Gołańcz         | 2     | 0   | 0   | 1      | 6      | 138   | 171   |
| 7   | UKS SMS Joker Piła II     | 2     | 0   | 0   | 0      | 6      | 112   | 152   |
| 8   | UKS SMS Joker Piła        | 1     | 0   | 0   | 0      | 3      | 53    | 75    |

##### 2 runda

###### O miejsca 1-4
| Lp. | Zespół                    | Mecze | Pkt | Zw. | Sety + | Sety - | pkt + | pkt - |
| --- | ------------------------- | ----- | --- | --- | ------ | ------ | ----- | ----- |
| 1   | TS Liskowiak Lisków       | 2     | 5   | 2   | 6      | 2      | 194   | 183   |
| 2   | ENEA Energetyk Poznań II  | 1     | 3   | 1   | 3      | 1      | 95    | 78    |
| 3   | Volley kost-pol.pl Wieleń | 2     | 1   | 0   | 2      | 6      | 183   | 194   |
| 4   | KKS Astra Krotoszyn       | 1     | 0   | 0   | 1      | 3      | 78    | 95    |

##### 3 runda

###### O miejsce 3.
| Lp. | Zespół                    | Mecze | Pkt | Zw. | Sety + | Sety - | pkt + | pkt - |
| --- | ------------------------- | ----- | --- | --- | ------ | ------ | ----- | ----- |
| 1   | ENEA Energetyk Poznań     | 1     | 2   | 1   | 3      | 2      | 101   | 108   |
| 2   | Volley kost-pol.pl Wieleń | 1     | 1   | 0   | 2      | 3      | 108   | 101   |

###### O miejsce 1.
| Lp. | Zespół              | Mecze | Pkt | Zw. | Sety + | Sety - | pkt + | pkt - |
| --- | ------------------- | ----- | --- | --- | ------ | ------ | ----- | ----- |
| 1   | KKS Astra Krotoszyn | 2     | 4   | 1   | 5      | 3      | 183   | 177   |
| 2   | TS Liskowiak Lisków | 2     | 2   | 1   | 3      | 5      | 177   | 183   |

     zespół zgłoszony do turniejów półfinałowych

### Zachodniopomorski ZPS
| Lp. | Zespół                                   | Mecze | Pkt | Zw. | Sety + | Sety - | pkt + | pkt - |
| --- | ---------------------------------------- | ----- | --- | --- | ------ | ------ | ----- | ----- |
| 1   | Sokół Pyrzyce                            | 6     | 18  | 6   | 18     | 4      | 542   | 437   |
| 2   | Zespół Szkół Morskich - Stocznia Darłowo | 6     | 10  | 3   | 12     | 10     | 526   | 509   |
| 3   | SGS Goleniów                             | 6     | 8   | 3   | 11     | 12     | 504   | 529   |
| 4   | UKS Błyskawica Budpro Szczecin           | 6     | 0   | 0   | 3      | 18     | 454   | 551   |

     zespół zgłoszony do turniejów półfinałowych
źródło: oficjalne strony Wojewódzkich Związków Piłki Siatkowej

## Turnieje półfinałowe[1]

### Pyrzyce
| Lp. | Zespół                                  | Mecze | Pkt | Zw. | Sety + | Sety - | pkt + | pkt - |
| --- | --------------------------------------- | ----- | --- | --- | ------ | ------ | ----- | ----- |
| 1   | SKS Iskra Warszawa                      | 3     | 6   | 3   | 9      | 1      | 250   | 188   |
| 2   | PTPS-ZSS Człuchów                       | 3     | 5   | 2   | 6      | 5      | 250   | 240   |
| 3   | Sokół Pyrzyce                           | 3     | 4   | 1   | 5      | 8      | 267   | 302   |
| 4   | ROSMOSIS-Wawrzyniak KKS Astra Krotoszyn | 3     | 3   | 0   | 3      | 9      | 243   | 280   |

     awans do turnieju finałowego

### Reda
| Lp. | Zespół                                   | Mecze | Pkt | Zw. | Sety + | Sety - | pkt + | pkt - |
| --- | ---------------------------------------- | ----- | --- | --- | ------ | ------ | ----- | ----- |
| 1   | Austenit Stale Nierdzewny                | 3     | 6   | 3   | 9      | 5      | 305   | 268   |
| 2   | TS Liskowiak Lisków                      | 3     | 5   | 2   | 8      | 4      | 266   | 225   |
| 3   | UKS Jedynka Reda                         | 3     | 4   | 1   | 6      | 6      | 264   | 260   |
| 4   | Zespół Szkół Morskich - Stocznia Darłowo | 3     | 3   | 0   | 1      | 9      | 167   | 249   |

     awans do turnieju finałowego

### Stare Babice
| Lp. | Zespół                   | Mecze | Pkt | Zw. | Sety + | Sety - | pkt + | pkt - |
| --- | ------------------------ | ----- | --- | --- | ------ | ------ | ----- | ----- |
| 1   | NTT Huragan Stare Babice | 3     | 6   | 3   | 9      | 1      | 250   | 186   |
| 2   | Boat.System Resursa Łódź | 3     | 5   | 2   | 7      | 3      | 237   | 186   |
| 3   | SMS Działdowo            | 3     | 4   | 1   | 3      | 6      | 168   | 211   |
| 4   | BAS Białystok II         | 3     | 3   | 0   | 0      | 9      | 153   | 225   |

     awans do turnieju finałowego

### Radomsko
| Lp. | Zespół                        | Mecze | Pkt | Zw. | Sety + | Sety - | pkt + | pkt - |
| --- | ----------------------------- | ----- | --- | --- | ------ | ------ | ----- | ----- |
| 1   | METPRIM Volley Radomsko       | 3     | 6   | 3   | 9      | 1      | 249   | 205   |
| 2   | LKS Czarni Rząśnia            | 3     | 4   | 1   | 6      | 6      | 265   | 266   |
| 3   | UKS Orlęta Raszyn             | 3     | 4   | 1   | 3      | 6      | 204   | 204   |
| 4   | GKS CRESOVIA Górowo Iławeckie | 3     | 4   | 1   | 3      | 8      | 208   | 251   |

     awans do turnieju finałowego

### Czudec
| Lp. | Zespół                 | Mecze | Pkt | Zw. | Sety + | Sety - | pkt + | pkt - |
| --- | ---------------------- | ----- | --- | --- | ------ | ------ | ----- | ----- |
| 1   | ProSport Marmax Czudec | 3     | 6   | 3   | 9      | 5      | 318   | 279   |
| 2   | KS Dalin Myślenice     | 3     | 5   | 2   | 8      | 4      | 279   | 252   |
| 3   | AKS Karol KUL          | 3     | 4   | 1   | 4      | 6      | 209   | 241   |
| 4   | HETMAN Włoszczowa      | 3     | 3   | 0   | 3      | 9      | 259   | 293   |

     awans do turnieju finałowego

### Podegrodzie
| Lp. | Zespół                      | Mecze | Pkt | Zw. | Sety + | Sety - | pkt + | pkt - |
| --- | --------------------------- | ----- | --- | --- | ------ | ------ | ----- | ----- |
| 1   | SST Lubcza Racławówka       | 3     | 6   | 3   | 9      | 3      | 296   | 264   |
| 2   | KS Volley Podegrodzie       | 3     | 5   | 2   | 7      | 5      | 273   | 246   |
| 3   | KS Freeball Wólka           | 3     | 4   | 1   | 6      | 8      | 296   | 315   |
| 4   | Lerko Galeria Ciepła Kielce | 3     | 3   | 0   | 3      | 9      | 238   | 278   |

     awans do turnieju finałowego

### Słubice
| Lp. | Zespół                                 | Mecze | Pkt | Zw. | Sety + | Sety - | pkt + | pkt - |
| --- | -------------------------------------- | ----- | --- | --- | ------ | ------ | ----- | ----- |
| 1   | STS AS Słubice                         | 3     | 6   | 3   | 9      | 2      | 268   | 231   |
| 2   | Stowarzyszenie Volley Dąbrowa Górnicza | 3     | 5   | 2   | 7      | 3      | 233   | 190   |
| 3   | SPS Walce                              | 3     | 4   | 1   | 3      | 6      | 180   | 200   |
| 4   | SPS Mountpark Kąty Wrocławskie         | 3     | 3   | 0   | 1      | 9      | 187   | 247   |

     awans do turnieju finałowego

### Brzeg Dolny
| Lp. | Zespół                 | Mecze | Pkt | Zw. | Sety + | Sety - | pkt + | pkt - |
| --- | ---------------------- | ----- | --- | --- | ------ | ------ | ----- | ----- |
| 1   | SPS MODEKO Brzeg Dolny | 3     | 6   | 3   | 9      | 4      | 295   | 251   |
| 2   | NKS Start Namysłów     | 3     | 5   | 2   | 7      | 4      | 250   | 242   |
| 3   | SK Górnik Radlin       | 3     | 4   | 1   | 6      | 7      | 288   | 292   |
| 4   | TKF Anilana Rakszawa   | 3     | 3   | 0   | 2      | 9      | 225   | 273   |

     awans do turnieju finałowego

## Turnieje finałowe[2]

### Stare Babice
| Lp. | Zespół                   | Mecze | Pkt | Zw. | Sety + | Sety - | pkt + | pkt - | adnotacje                                       |
| --- | ------------------------ | ----- | --- | --- | ------ | ------ | ----- | ----- | ----------------------------------------------- |
| 1   | NTT Huragan Stare Babice | 3     | 6   | 3   | 9      | 1      | 246   | 174   |                                                 |
| 2   | STS AS Słubice           | 3     | 5   | 2   | 6      | 5      | 247   | 214   | brak zgłoszenia do przyszłych rozgrywek II ligi |
| 3   | PTPS-ZSS Człuchów        | 3     | 4   | 1   | 5      | 7      | 243   | 281   |                                                 |
| 4   | KS Dalin Myślenice       | 3     | 3   | 0   | 2      | 9      | 208   | 275   |                                                 |

     awans do II ligi

### Radomsko
| Lp. | Zespół                  | Mecze | Pkt | Zw. | Sety + | Sety - | pkt + | pkt - | adnotacje |
| --- | ----------------------- | ----- | --- | --- | ------ | ------ | ----- | ----- | --------- |
| 1   | METPRIM Volley Radomsko | 3     | 6   | 3   | 9      | 3      | 271   | 229   |           |
| 2   | SPS MODEKO Brzeg Dolny  | 3     | 5   | 2   | 8      | 3      | 259   | 238   |           |
| 3   | TS Liskowiak Lisków     | 3     | 4   | 1   | 3      | 7      | 216   | 242   |           |
| 4   | KS Volley Podegrodzie   | 3     | 3   | 0   | 2      | 9      | 232   | 269   |           |

     awans do II ligi

### Warszawa
| Lp. | Zespół                                 | Mecze | Pkt | Zw. | Sety + | Sety - | pkt + | pkt - | adnotacje                                       |
| --- | -------------------------------------- | ----- | --- | --- | ------ | ------ | ----- | ----- | ----------------------------------------------- |
| 1   | ProSport Marmax Czudec                 | 3     | 5   | 2   | 7      | 3      | 229   | 209   | brak zgłoszenia do przyszłych rozgrywek II ligi |
| 2   | Stowarzyszenie Volley Dąbrowa Górnicza | 3     | 5   | 2   | 6      | 5      | 239   | 243   |                                                 |
| 3   | Boat.System Resursa Łódź               | 3     | 4   | 1   | 6      | 7      | 284   | 278   |                                                 |
| 4   | SKS Iskra Warszawa                     | 3     | 4   | 1   | 3      | 7      | 216   | 238   |                                                 |

     awans do II ligi

### Bydgoszcz
| Lp. | Zespół                    | Mecze | Pkt | Zw. | Sety + | Sety - | pkt + | pkt - | adnotacje                                       |
| --- | ------------------------- | ----- | --- | --- | ------ | ------ | ----- | ----- | ----------------------------------------------- |
| 1   | SST Lubcza Racławówka     | 3     | 6   | 3   | 9      | 2      | 279   | 236   |                                                 |
| 2   | LKS Czarni Rząśnia        | 3     | 4   | 1   | 5      | 6      | 244   | 257   | brak zgłoszenia do przyszłych rozgrywek II ligi |
| 3   | Austenit Stale Nierdzewny | 3     | 4   | 1   | 5      | 7      | 276   | 286   |                                                 |
| 4   | NKS Start Namysłów        | 3     | 4   | 1   | 3      | 7      | 218   | 238   |                                                 |

     awans do II ligi